# Škoda 22TrG
Škoda 22TrG – pierwszy prototyp trolejbusu Škoda 22Tr. Wyprodukowany został w 1993 r. w zakładach Škody w Ostrovie. W oparciu o zastosowane w tym modelu rozwiązania konstrukcyjne produkowano trolejbusy Škoda 21Tr i autobusy Škoda 21Ab. Škoda 22TrG to pierwszy czeski trolejbus przegubowy z niską podłogą.

## Konstrukcja
Trolejbus typu 22TrG, którego projekt powstał na początku lat 90. XX wieku, miał zbliżyć czeskie systemy transportu publicznego do standardów zachodnioeuropejskich. Konstrukcja nowego trolejbusu typu Škoda 22TrG stanowiła znaczny krok naprzód w stosunku do dotychczas produkowanych pojazdów. Projekt inż. Patrika Kotasa, nowoczesna karoseria, dobre właściwości jezdne i wydajne wyposażenie elektryczne uczyniły z trolejbusu typu 22TrG sztandarowy pojazd ostrovskiej fabryki. Z konstrukcji modelu 22TrG wywodzą się dwuosiowe trolejbusy Škoda 21Tr i dwuosiowe autobusy Škoda 21Ab. W latach 2002–2004 wytworzono jeszcze 12 egzemplarzy oznaczonych jako 22Tr; trolejbusy te różniły się od prototypu innym typem wyposażenia elektrycznego.

## Eksploatacja
Prototyp 22TrG nigdy nie był wykorzystywany w ruchu liniowym. W czasie testów w latach 1994–1995 przejechał 40 000 km na linii trolejbusowej Ostrov – Jáchymov. Trolejbus testowano również w Uściu nad Łabą. Na przełomie lat 2000 i 2001 trolejbus odstawiono na terenie firmy Škody Trakční motory w Pilznie, gdzie miała zostać przeprowadzona modernizacja (montaż silników asynchronicznych i pomocniczego agregatu Diesla). Po przebudowie trolejbus miał przejść jazdy próbne w Pilznie, ale ostatecznie do tego nie doszło. Po wystąpieniu poważnej awarii wyposażenia elektrycznego produkcji AEG trolejbus przewieziono do Ostrova. Tamże służył do testowania nowych technologii przed ich wdrożeniem do produkcji. Z biegiem czasu z trolejbusu usunięto wyposażenie elektryczne i odbierak prądu. Wymontowano również napędy obydwu osi. W 2004 r. trolejbus sprzedano igławskiemu stowarzyszeniu „Za záchranu historických trolejbusů a autobusů”. Rok później stowarzyszenie to nawiązało współpracę z brneńskim przedsiębiorstwem komunikacyjnym DPNB, której efektem było odstawienie trolejbusu do brneńskiej zajezdni Komín. DPMB planowało odkupienie trolejbusu, remont i wprowadzenie do eksploatacji z numerem 3609, jednak plany te ostatecznie zarzucono. W 2010 r. trolejbus nabyło brneńskie Muzeum techniki i przeznaczyło na części zamienne.